# Jacques Kirsner
Jacques Kirsner, född Charles Stobnicer 22 juni 1946, är en fransk filmproducent och manusförfattare. Han var tidigare medlem av den trotskistiska organisationen Fédération des étudiants révolutionnaires (FER) och deltog i den så kallade Nuit des barricades i maj 1968.

## Filmografi (urval)
Producent
- 1986 – L'État de grâce
- 1988 – Mageclous
- 1989 – L'orchestre rouge
- 1989 – Trois années
- 1991 – Diên Biên Phu
- 1992 – La femme du déserteur
- 1993 – Pétain
- 2008 – Française
- 2012 – Les Nouveaux Chiens de garde
- 2016 – Louis-Ferdinand Céline